# KFC Broechem
KFC Broechem is een Belgische voetbalclub uit Broechem. De club is aangesloten bij de KBVB met stamnummer 4471 en heeft rood en zwart als clubkleuren. In het seizoen 2021-2022 komt de club uit in 2de provinciale.

## Bekende (oud-)spelers
- Jurgen Cavens
- Tuur Dierckx